# Kerynitische Hirschkuh

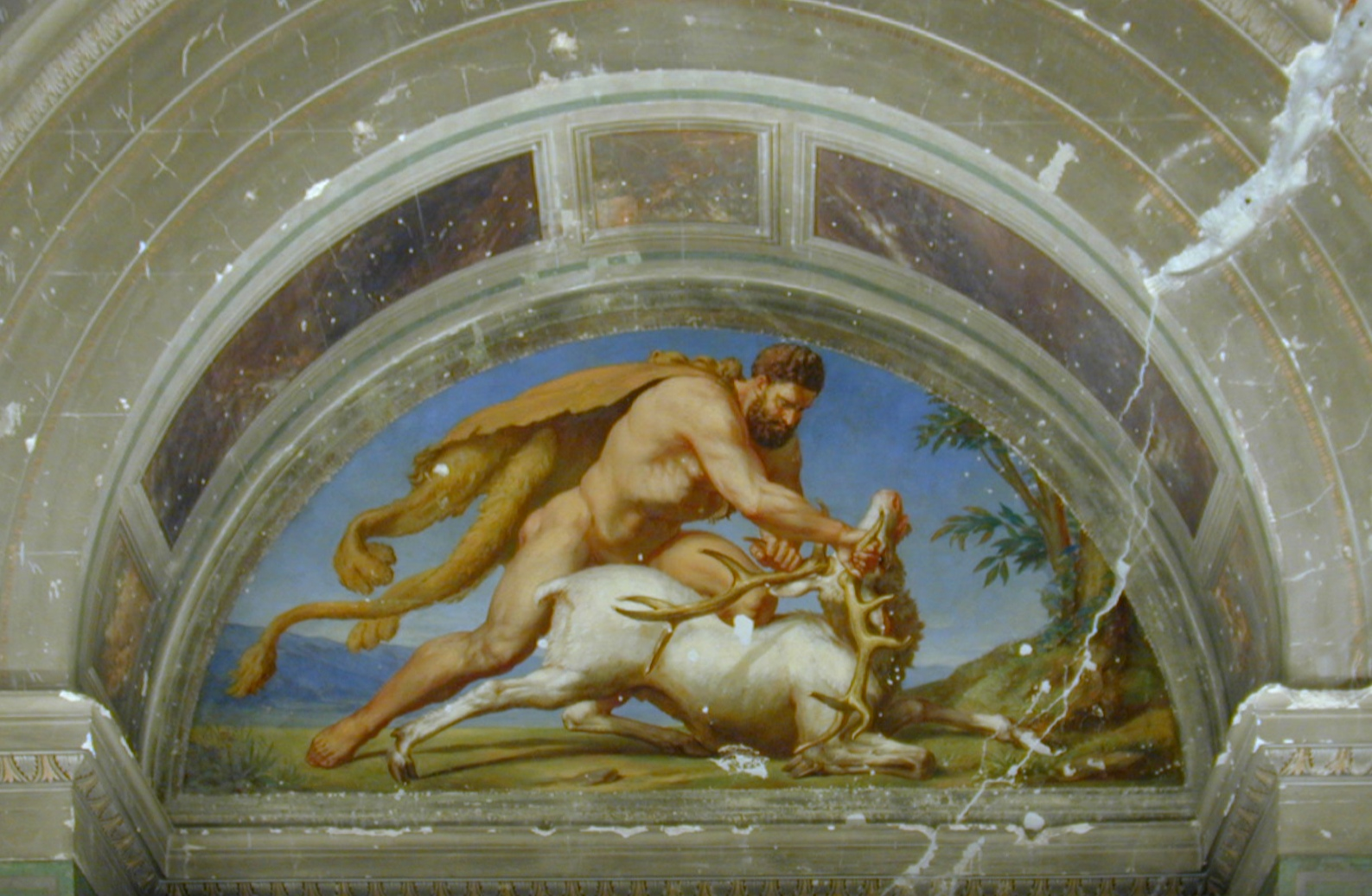
Adolf Schmidt „Herkules besiegt die goldbekrönte Hirschkuh“. Berlin, Neues Museum

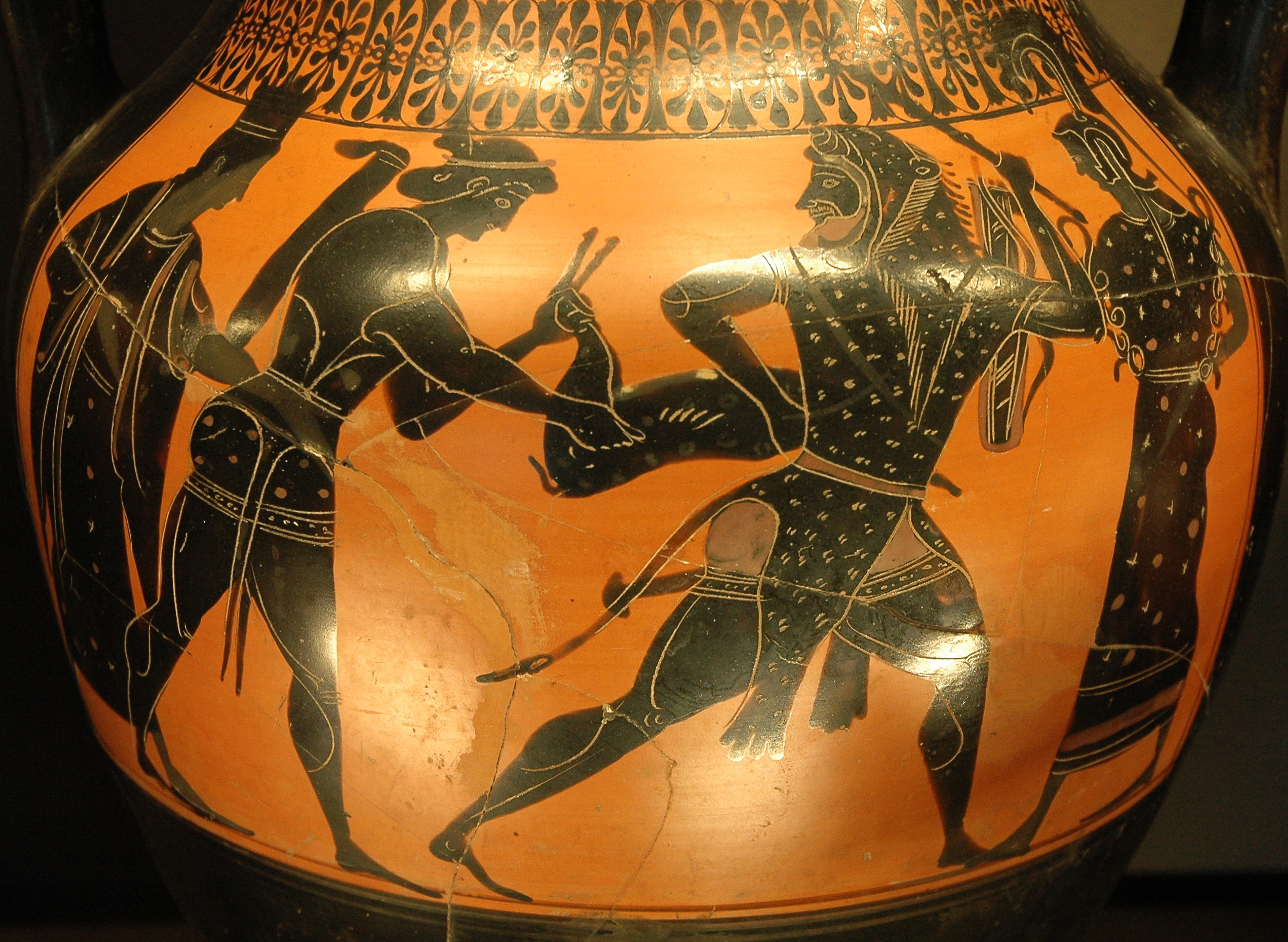
Artemis und Apollo wollen Herakles die Kerynitische Hirschkuh wegnehmen. Attische Vase 530–520 v. Chr., heute im Louvre

Die Kerynitische Hirschkuh, auch Keryneische Hindin, Keryneiische Hindin oder Hirschkuh von Keryneia (altgriechisch κερυνῖτις ἔλαφος kerynítis élaphos) ist ein Wesen aus der griechischen Mythologie.
Sie soll eine der fünf Hindinnen gewesen sein, an welchen die Göttin Artemis ihre erste Jagdprobe abgelegt hatte. Vier hatte sie erjagt, die fünfte hatte sie wieder in die Wälder laufen lassen, weil es vom Schicksal beschlossen war, dass Herakles sich einmal daran müde jagen sollte. Die Hirschkuh hatte bronzene Hufe und ein goldenes Geweih; außerdem war sie außerordentlich schnell.
Nach anderer Angabe war sie eine Weihegabe der Taygete an Artemis, Göttin der Jagd, oder aber Taygete selbst, die von Artemis zur Strafe in eine Hirschkuh verwandelt worden war, da sie sich von Zeus hatte lieben lassen. Sie weidete in ganz Arkadien und auf den der Artemis gehörenden Bergen nahe Argos.
Herakles sollte diese im Rahmen als dritte seiner letztlich zwölf Arbeiten für Eurystheus von Oinoe nach Mykene bringen. Da die Hirschkuh heilig war, durfte er sie nicht erlegen, sondern musste sie lebend fangen.
Er jagte sie ein ganzes Jahr lang, bis er sie endlich eingefangen hatte – entweder mit Netzen  oder durch Überwältigung im Schlaf oder durch Hetze bis zur Erschöpfung oder mit einem Pfeil.
Herakles trug sie daraufhin davon, begegnete auf seinem Weg aber Artemis in Begleitung ihres Zwillingsbruders Apollo, die ihm heftige Vorwürfe machte, sich aber beschwichtigen ließ, als ihr Herakles erzählte, für alles trage Eurystheus die Verantwortung. Die Göttin erkannte, dass Eurystheus Herakles die Aufgabe gestellt hatte, damit sie ihn aus Rache töte. Herakles versprach ihr, die Hindin wieder freizulassen, sobald er die Aufgabe erfüllt habe. Eurystheus wollte die Hindin seiner Menagerie hinzufügen. Herakles bestand darauf, die Hindin nicht selbst in die Menagerie zu schaffen, sondern sie Eurystheus selbst zu übergeben. Dabei entkam die Hindin, wofür Herakles den Eurystheus verantwortlich machte, weil er nicht schnell genug gewesen sei.